# Michael Merzenich
Michael Merzenich (Libano, 1942) è un neuroscienziato statunitense presso l'Università della California a San Francisco. Ha vinto il premio Russ e il premio Kavli nel 2016.
Pionere nel campo delle neuroscienze e sulla scoperta della neuroplasticità cerebrale, studiò e prese le mappe sensoriali della corteccia cerebrale sviluppate dai suoi predecessori come Archie Tunturi, Clinton Woolsey, Vernon Mountcastle, Wade Marshall e Philip Bard, e le raffinò usando le tecniche di mappatura a micro-elettrodi densi. Usando questa tecnica, ha definitivamente mostrato che ci sono molteplici mappe somatotopiche nel solco postcentrale e molteplici mappe tonotopiche degli input acustici nel piano temporale superiore.